# Sarah and Son
Sarah and Son és una pel·lícula pre-codi de la Paramount dirigida per Dorothy Arzner i protagonitzada per Ruth Chatterton, paper pel que va ser nominada a l'Oscar a la millor actriu, Fredric March, Gilbert Emery i Doris Lloyd. La pel·lícula, basada en la novel·la homònima de Timothy Shea, es va estrenar el 22 de març de 1930.

## Argument
Sarah Storm, una cantant de vodevil solitària i empobrida, que es casa amb Jim Gray, el seu company artístic. El conflicte entre la parella neix a partir dels problemes econòmics i del fet que ell no sigui capaç d’obtenir un préstec del ric John Ashmore i al final, ell, enfadat pels retrets de la dona amb el seu nadó.
Sarah es fa amiga de Cyril, un altre cantant, amb qui crea un nou número musical. Més endavant, en un hospital on atén marines ferits, la Sarah retroba Jim moribund i en preguntar pel seu fill li xiuxiueja el nom d'Ashmore. A través del seu advocat, Howard Vanning, que s'ha enamorat d'ella, la Sarah troba els Ashmore, però aquests neguen que Bobby, el seu nen d'11 anys, sigui el seu fill. Howard la persuadeix perquè continuï els seus estudis de cant a Europa i temps més tard aconsegueix tenir èxit en el món de l’òpera. Ella insisteix a veure el noi però els Ashmore li presenten un sordmut com si fos el seu fill. Bobby s’escapa i s’uneix a Vanning però quan els Ashmore vénen a reclamar-lo, la Sarah s'adona que és el seu fill. Aleshores, ella i el nen són víctimes d'un accident de en una llanxa motora però Howard els rescata tots junts troben la felicitat.

## Repartiment
- Ruth Chatterton (Sarah Storm)
- Fredric March (Howard Vanning)
- Fuller Mellish Jr. (Jim Grey)
- Gilbert Emery (John Ashmore)
- Doris Lloyd (Mrs. Ashmore, gemana de Vanning)
- William Stack (Cyril Belloc)
- Philippe De Lacy (Bobby)